# 察里齐诺站 (莫斯科铁路)

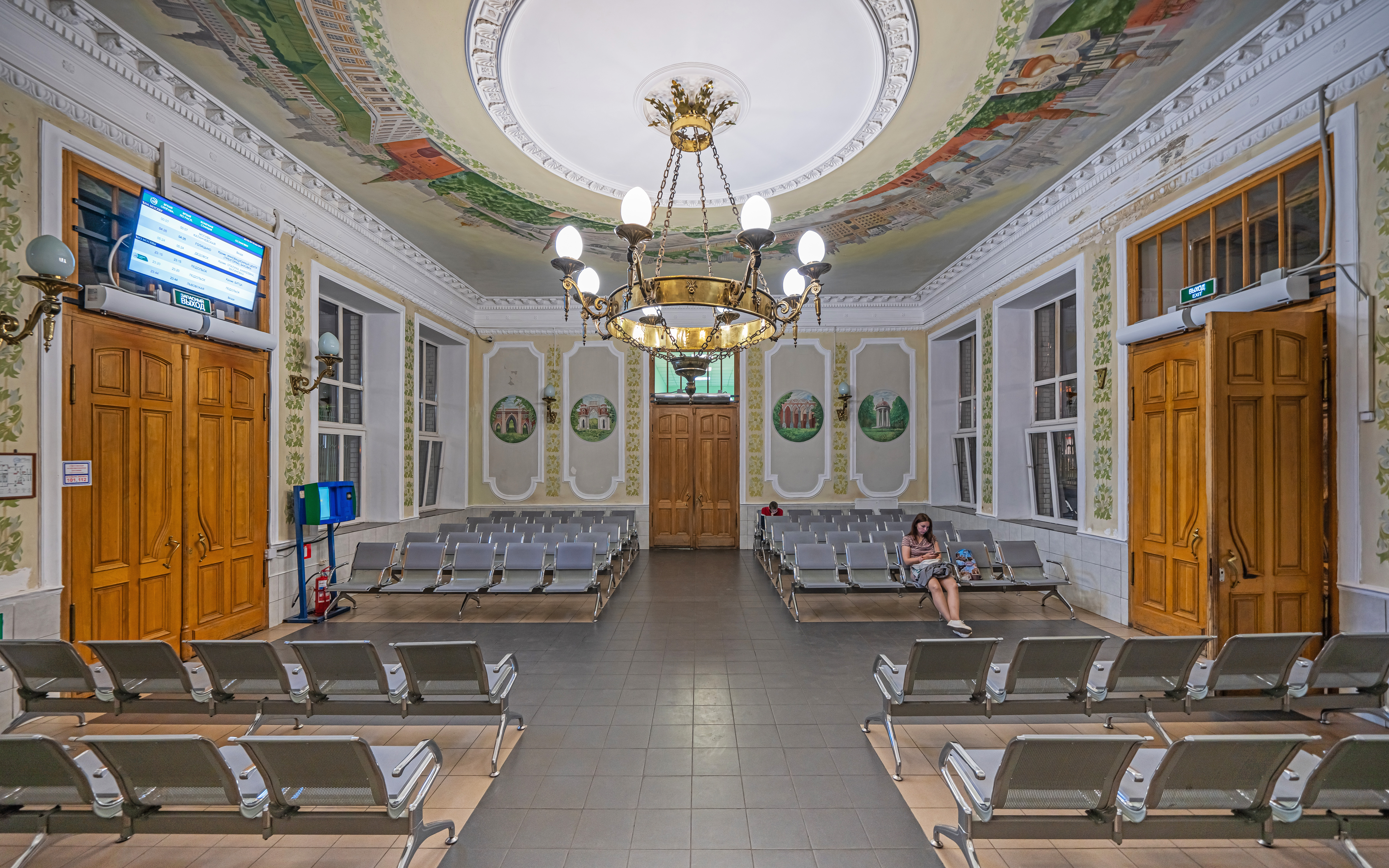
歷史悠久的車站大樓候車室

察里齐诺站（羅馬化：Tsaritsyno），是俄羅斯首都莫斯科的一座鐵路車站，位於庫爾斯克-里加直徑線上，啟用於1865年。目前的車站建於1908年。車站建築已被列入俄羅斯文化遺產。
托爾斯泰在他的小說《安娜卡列尼娜》中，曾描述了志願者在察裡津諾車站參加俄土戰爭的慶祝活動。

## 轉乘
可轉乘莫斯科地鐵的同名車站。